# 吕家寨站
吕家寨站是一个京沪线上的铁路车站，位于河北省吴桥县吕家寨，建于1943年，目前为四等站，邮政编码为061800。目前客运：办理旅客乘降；不办理行李、包裹托运；不办理货运营业。